# Um Natal Rastônico
Um Natal Rastônico é um curta-metragem estadunidense-brasileiro lançado em 2024 dirigido por Paz Greemland.
O curta utiliza uma combinação de fantoches inspirados no estilo de Jim Henson e atores humanos, em cenários que misturam fantasia e realismo.

## Sinopse
Rasta e Beorne desvendam o verdadeiro significado por trás do Natal, até serem interrompidos por dois visitantes inesperados, antes mesmo de Beorne preparar a ceia. Com o tempo se esgotando, Rasta precisa usar toda a sua criatividade para salvar o feriado de uma forma que só o Papai Noel conseguiria.

## Filmagens
As filmagens ocorreram em Sand Lake, interior do estado de Nova Iorque, EUA, com algumas cenas adicionais sendo filmadas nos estúdios da Brasil Paralelo, em São Paulo, Brasil.

## Elenco
- João "Rasta" Nogueira como Rasta e Papai Noel
- Paz Greemland como Beorne (voz e manipulação) e Carlos Neiro (voz)
- Rafael Senatore como Vicente (voz)
- João "Jopa" Pedrosa como Vicente (manipulação)
- Silas Rosa como Carlos Neiro (manipulação)